# Naturschutzgebiet Kalkhorst
Koordinaten: 53° 19′ 19,9″ N, 13° 4′ 26,4″ O

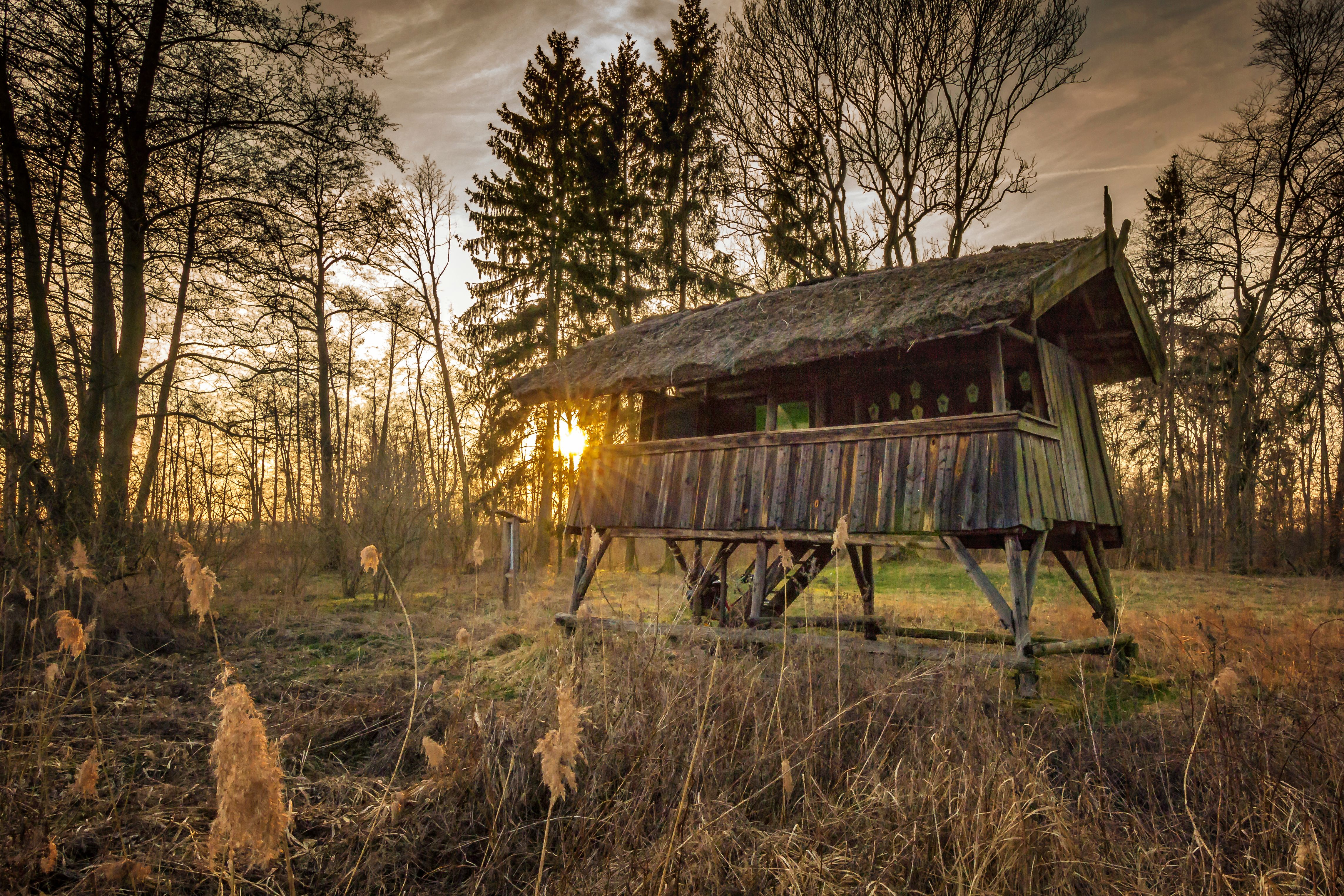
Vogelwarte Kalkhorst

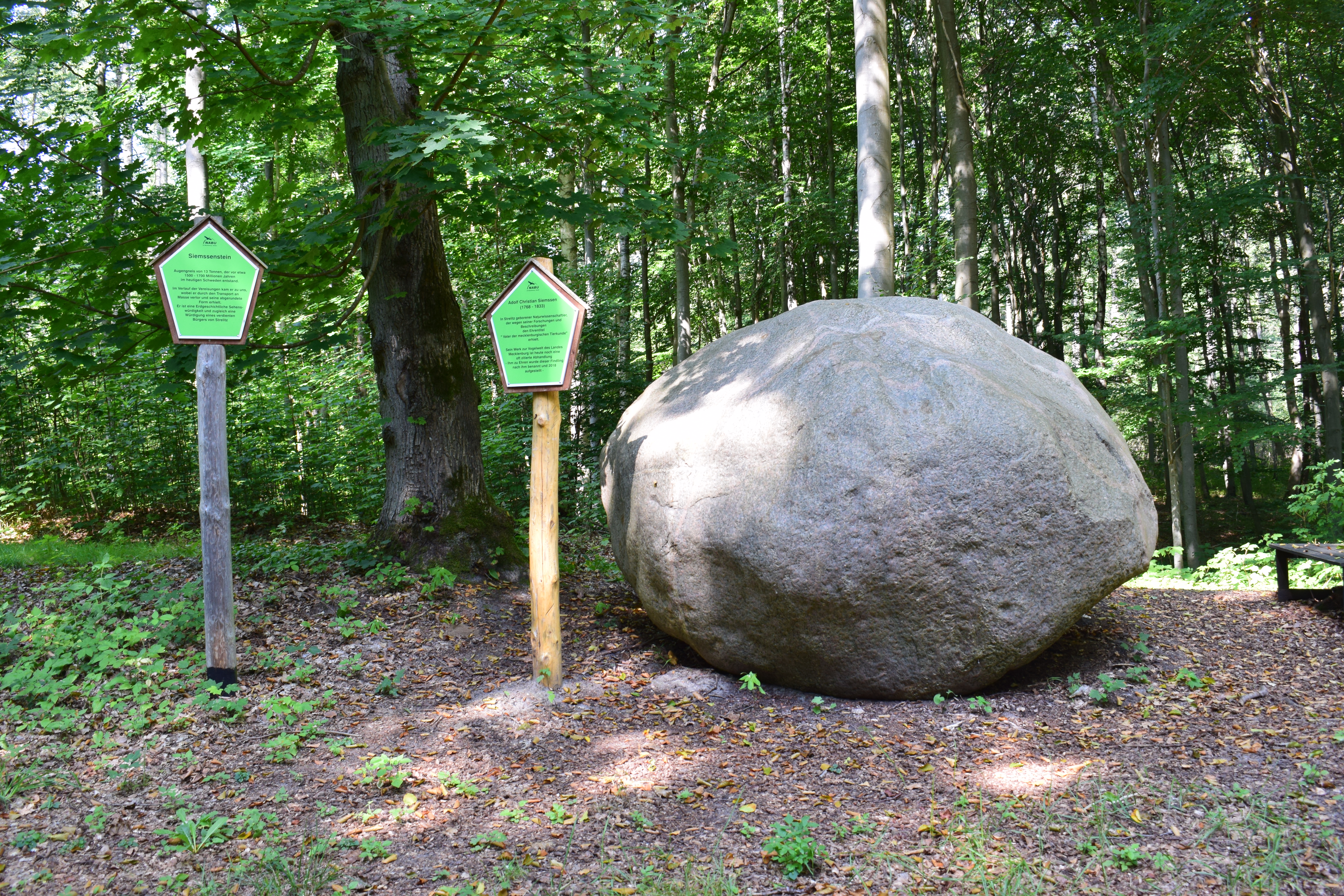
Der Siemssenstein, ein 13 Tonnen schwerer Findling, benannt nach Adolph Christian Siemssen.

Das Naturschutzgebiet Kalkhorst ist ein 78 Hektar großes Naturschutzgebiet in Mecklenburg-Vorpommern vier Kilometer südwestlich von Neustrelitz. Die Unterschutzstellung erfolgte am 15. Juli 1957 mit dem Zweck, einen alten Laubwaldbestand auf feuchten sandigen Standorten sowie ein darin befindliches Moor zu schützen und zu entwickeln. Das Schutzgebiet wurde im Jahr 1961 verkleinert.
Der aktuelle Gebietszustand wird als unbefriedigend eingeschätzt, da der Wasserhaushalt der Flächen durch Entwässerungsmaßnahmen empfindlich gestört wurde und eine forstliche Nutzung in Teilbereichen erfolgt. Waldwege im Osten und Süden des Gebietes ermöglichen Einblicke in die Flächen. Ein naturkundlicher Lehrpfad existiert von der Försterei Kalkhorst zur Wasservogelwarte Tiefer Trebbow.

## Geschichte
Das Schutzgebiet liegt eingebettet in eine eiszeitlich entstandene Sanderlandschaft. Toteisformen bildeten die feuchte Niederung Kalkhorst, die anschließend durch einen See ausgefüllt wurden. Seekreide und Kalkmudden lagerten sich umfangreich ab. Von den ursprünglich drei umgebenden Seen existiert nach Wasserspiegelabsenkungen aktuell nur noch der südlich gelegene Tiefe Trebbower See. Dünensande weisen auf zeitweiligen Offenlandcharakter der Flächen hin. Der Kalkhorst vermoorte. Im 17. Jahrhundert wurden die Kalkablagerungen des ehemaligen Sees abgebaut und in einem Kalkofen, der sich in Nähe der heutigen Försterei befand, genutzt. Ab dem 18. Jahrhundert war der Kalkhorst ein beliebtes Ausflugsziel der Fürstenfamilie von Mecklenburg-Strelitz. Sie verfügte, dass der Wald zu einer Parkanlage umgestaltet werden sollte. In Folge wurden Fichten, Douglasien, Lärchen und Kiefern gepflanzt. Nach Unterschutzstellung des Gebiets werden die Flächen heute als Naturwaldreservat behandelt.

## Pflanzen- und Tierwelt
Die hauptsächlich vertretenen Baumarten sind Kiefer, Birke und Buche, wobei letztere erst nach den umfangreichen Entwässerungen einwandern konnte. Der Buchenwald trägt als Unterwuchs Zwiebel-Zahnwurz, Frühlings-Platterbse, Leberblümchen und Breitblättrige Sitter. Im Zentrum des Schutzgebiets findet sich ein Moorteil mit Sumpfporst und Trunkelbeere. Noch in den 1980er Jahren nachgewiesene seltene Arten wie Weißes Waldvöglein, Rotes Waldvögelein, Nestwurz, Korallenwurz und Großes Zweiblatt sind aktuell verschwunden.
Es wurden 89 Brutvogelarten nachgewiesen, darunter Hohltaube, Waldkauz, Schwarz- und Mittelspecht sowie eine Kolonie von Dohlen.